# Pragmatisk tekstanalyse
 Denne artikel bør gennemlæses af en person med fagkendskab for at sikre den faglige korrekthed.

Den pragmatiske tekstanalyse har at gøre med diverse kulturelle produkters effekt på modtageren. Analysen beskæftiger sig med en bred vifte af produkter, som kan tænkes at have indvirkning på samfundet såsom aviser, ugeblade, reklamer, propaganda, skønlitteratur osv.
Der er fem hovedprincipper i den pragmatiske tekstanalyse:
1. En intuitiv genrebedømmelse. Dette forstås som en umiddelbar og nærmest instinktiv bedømmelse af genre, når vi præsenteres for en given tekst. Rent intuitivt ved vi, hvad vi har med at gøre; om det er en reklame, en artikel, en roman osv.
2. Kommunikationssituationen. Hvem afsender hvad til hvem? Altså en definition af afsender- og modtagerforholdet.
3. Komposition(analyse). Dette er en afdækning af tekstens opbygning, som hjælper til at give et overblik over indholdets tematikker.
4. Det sproglige indhold. Hvilke ordstof, ordklasser, argumentationer, stillag, figurer og troper, der findes i teksten.
5. Tekstanalyse. Kan opdeles i to: 
  1. Tekstanalyse for tekstanalysens skyld. Formålet med en sådan tekstanalyse er at sige noget om teksten. F.eks. en vurdering af vellykkethed i forhold til genre, mål osv.
  2. Analyse generet af en given problemformulering. Dette er en selektiv analyseform, fordi dens emnefelt er begrænset og målrettet. Der er eksistere groft sagt et overordnet formål med tekstanalysen og altså ikke som vi så i a., hvor analysen er for tekstens skyld.